# ماساهیرو شیمودا
ماساهیرو شیمودا (انگلیسی: Masahiro Shimoda؛ زادهٔ ۱۰ فوریهٔ ۱۹۶۷) بازیکن فوتبال اهل ژاپن است.